# Lambert Massart

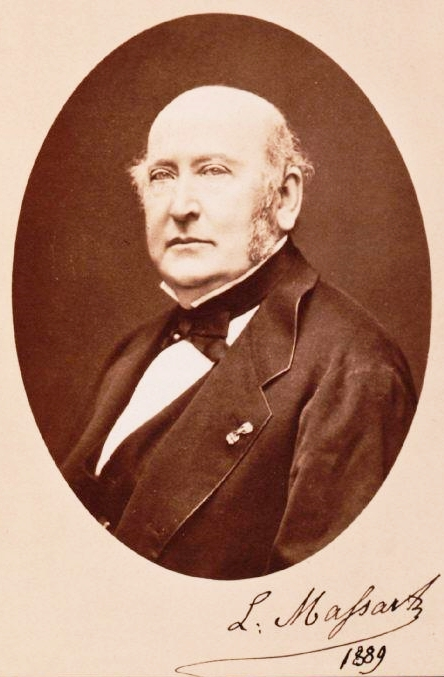
L.J. Massart

Lambert-Joseph Massart (* 19. Juli 1811 in Lüttich; † 13. Februar 1892 in Paris) war ein belgischer Violinist.

## Leben und Wirken
Lambert Massart stammte aus einer Musikerfamilie, ersten Unterricht erhielt er durch seinen Vater und anschließend durch seinen Bruder Jean-Joseph (1790–1818), der Geiger im Lütticher Theaterorchester war. Als ein besonderer Förderer erwies sich Ambroise Delveux, ein Steuerbeamter und Amateurgeiger von hohem Niveau, der ihn ab dem siebenten Lebensjahr unterrichtete. 1822 stellte Delveux Massart erstmals in Lüttich dem Publikum vor und später spielte er in anderen Städten des Landes. Dank seiner Begabung erhielt er ein Stipendium, welches ihm erlauben sollte am Pariser Konservatorium zu studieren. Dort wurde er aber durch Luigi Cherubini als ausländischer Schüler abgelehnt, wie auch Franz Liszt und César Franck. Fasziniert vom Talent des jungen Geigers erteilte Rodolphe Kreutzer ihm privaten Unterricht. Nach einem viel beachteten Konzert, welches er in der Pariser Oper gab, wurde er doch in die Harmonieklasse des Konservatoriums aufgenommen.

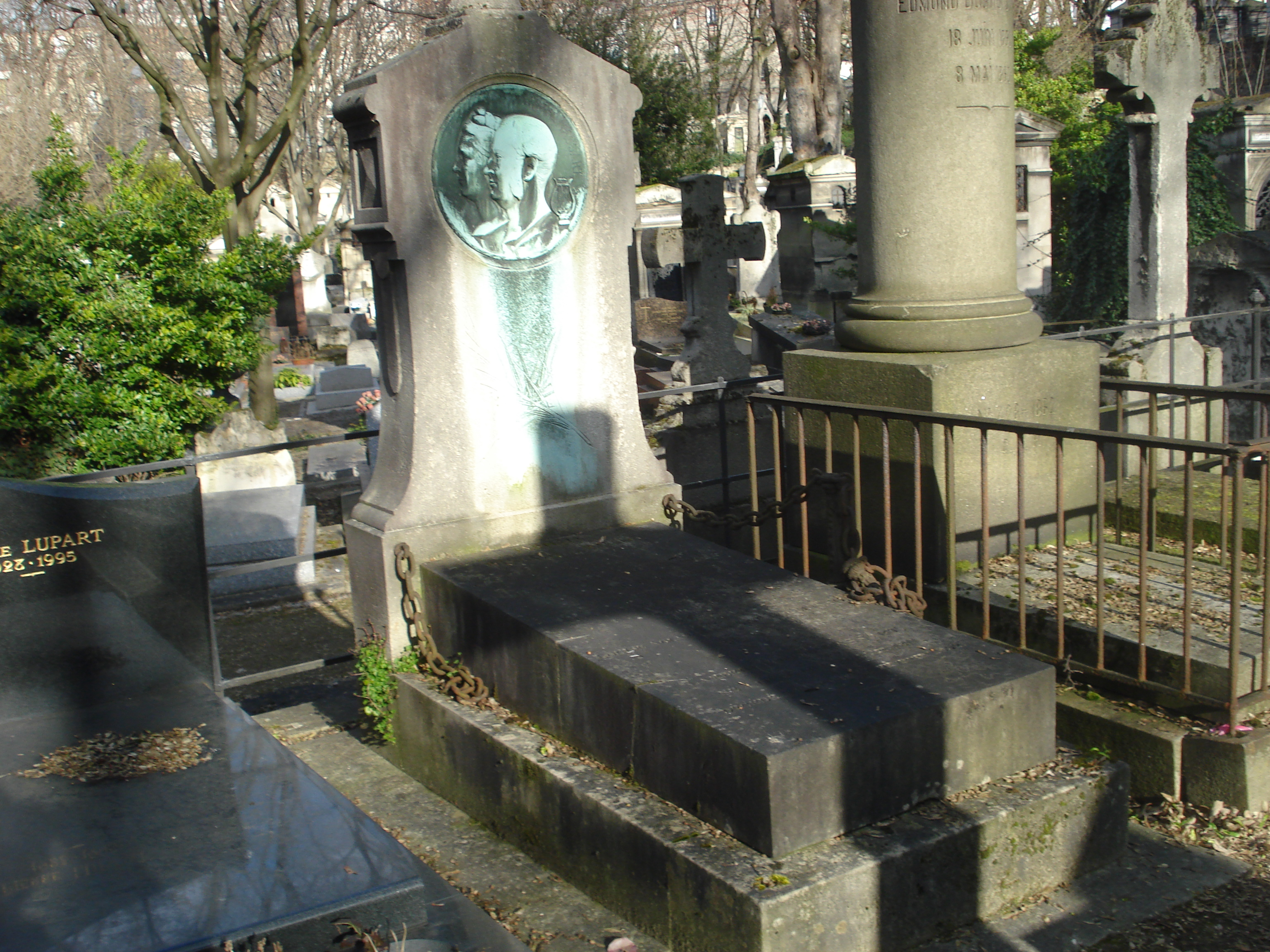
Grabstätte des Ehepaares auf dem Cimetière de Montmartre

1843 wurde er Violinprofessor an dem Konservatorium, welches ihn zuvor abgelehnt hatte. Dieses Amt hatte er siebenundvierzig Jahre inne. Seine Frau Louise Aglaé Massart-Masson (1827–1887), mit der er häufig Konzerte gab, war Klavierprofessorin am Pariser Konservatorium. Zu seinen Schülern gehörten Musiker von Weltrang wie Fritz Kreisler, Pablo de Sarasate, Gustave Charpentier, Martin Marsick, Frida Scotta und Henryk Wieniawski.
Sein Neffe Rodolphe Massart (1840–1914) war ebenfalls ein bekannter Violinist und von 1859 bis 1909 Professor am Lütticher Konservatorium, wo er den jungen Eugène Ysaÿe unterrichtete.
Lambert Massart starb am 13. Februar 1892 im Alter von 80 Jahren in Paris. Er fand seine letzte Ruhestätte auf dem Cimetière de Montmartre, wo bereits seine Ehefrau bestattet wurde. Seine Grabstätte, geschmückt mit einem großformatigen Porträtmedaillon beider Eheleute, ist bis heute erhalten.

## Werk
Weil ihn das Komponieren wenig interessierte, hinterlässt Massart diesbezüglich nur wenige Spuren. Hauptsächlich sind es didaktische Stücke für die Violine, wie sein Werk L’Art de travailler les études de Kreutzer. Lediglich seine Komposition Fantaisie sur la romance de Madame Malibran „Le Réveil du beau jour“ für Violine und Orchester wird erwähnt.